# Журавненська селищна територіальна громада
Журавненська селищна громада — територіальна громада в Україні, в Стрийському районі Львівської області. Адміністративний центр — смт Журавно.
Площа громади — 281 км², населення — 11 965 мешканців (2020).

## Населені пункти
У складі громади 1 смт (Журавно) і 26 сіл:
- Антонівка
- Буянів
- Володимирці
- Демівка
- Дубравка
- Заграбівка
- Зарічне
- Корчівка
- Которини
- Крехів
- Лисків
- Любша
- Лютинка
- Мазурівка
- Маринка
- Мельнич
- Монастирець
- Новошини
- Подорожнє
- Протеси
- Романівка
- Сидорівка
- Старе Село
- Сулятичі
- Тернавка
- Чертіж